# سیلوی دایگل
سیلوی دایگل (انگلیسی: Sylvie Daigle؛ زادهٔ ۱ دسامبر ۱۹۶۲) اسکیت‌باز سرعت، و اسکیت‌باز سرعت، اهل کانادا است.